# LUNAR さんぽする学園
『LUNAR さんぽする学園』（ルナ・さんぽするがくえん）は、ゲームアーツより発売されたゲームソフト。ジャンルはロールプレイングゲーム (RPG) 。『LUNAR エターナルブルー』の発売から2年後、ゲームギアで発売されたLUNARシリーズの外伝作品でもある。翌年『魔法学園LUNAR!』 にリメイクされセガサターンから発売された。

## あらすじ
移動する島「イェン」の魔法学校に通うエリー・セニア・レナの3人が冒険や試練を乗り越えていく。

## ソフト
- LUNAR さんぽする学園 （1996年1月12日、ゲームアーツ、ゲームギア、5800円）
- 魔法学園LUNAR!（1997年11月20日、角川書店、セガサターン、6800円） ※リメイク